# Extrospección
El término extrospección es un galicismo que significa observación del mundo exterior por parte de una persona. Opuesto a él estaría la Introspección. Cuando un científico observa un fenómeno o realiza un experimento está haciendo Extrospección, cuando está observando algo externo a él. Pero el término Extrospección, al menos en el sentido en que lo empleaba Claparède, no incluye la medición del fenómeno ni es siempre objetiva.
- Datos: Q5853691